# Państwowe Archiwum Malty
Państwowe Archiwum Malty (ang. National Archives of Malta) – główne archiwum państwowe na Malcie. Archiwum, przez większość swojego istnienia, mieściło się w Pałacu Wielkiego Mistrza w Valletcie, przenosząc się do osobnego miejsca w późnych latach 1980. W 1988 roku, po przeniesieniu początkiem roku poprzedniego akt sądowych oraz akt przesłuchań i decyzji trybunału do placówki w Mdinie, został tam utworzony Wydział Dokumentacji Prawnej Archiwum. Placówka na Gozo została otwarta wkrótce potem, a w roku 1994, ówczesny prezydent Malty Ugo Mifsud Bonnici, oficjalnie otworzył nowe Główne Biuro i główną siedzibę Archiwum w Rabacie. W każdej siedzibie Archiwum znajduje się czytelnia dla badaczy, dostępna dla osób powyżej 16 roku życia, które mogą przedstawić aktualny dokument identyfikacyjny.
W ostatnich latach wzrosła obecność Państwowego Archiwum Malty w Internecie, na równi z jego wieloma państwowymi odpowiednikami na świecie. Wysiłek ten został uwieńczony możliwością przeszukiwania rejestrów archiwum on-line, a także wyświetlania krótkiego opisu tego, co jest zawarte w znalezionych zapisach. Inne działania obejmują digitalizację zasobów Archiwum, oferowanie wielu publikacji Archiwum na stronie internetowej, sprzedaż kopii dokumentów archiwalnych poprzez "e-shop", oraz propagowanie on-line maltańskiego Narodowego Projektu Pamięci, poświęconego przybliżaniu społeczeństwu tych, którzy zapisali się w historii Malty.

## Historia

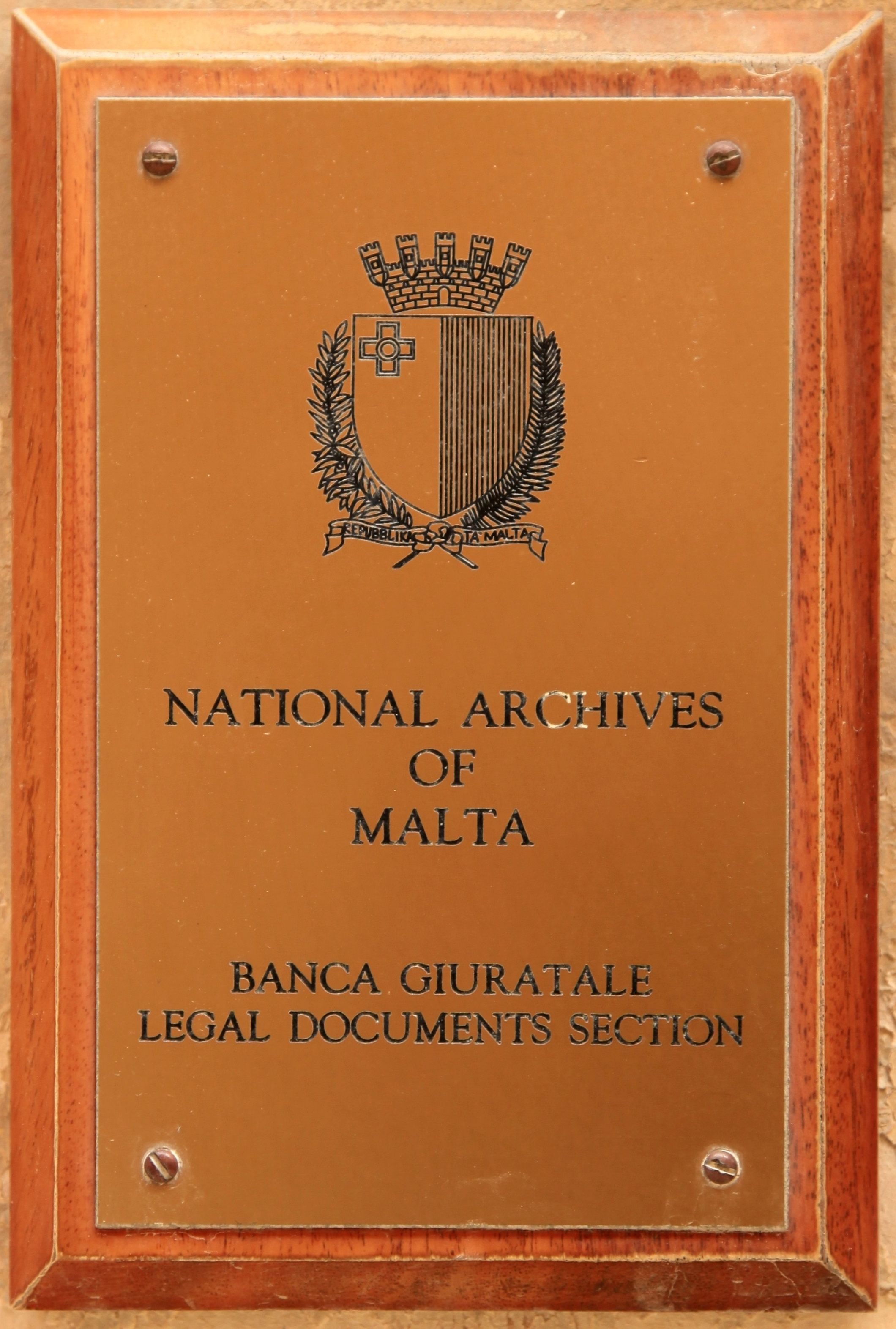
Tabliczka Państwowego Archiwum Malty na ścianie Banca Giuratale

Pierwsze działania w celu powołania archiwum państwowego rozpoczęły się w roku 1971, kiedy Committee on the Preservation of Public Records (Komitet do Zabezpieczenia Akt Publicznych) został utworzony przez Guze’ Cassara Pullicino. Rok później, w 1972, część maltańskich rejestrów publicznych, umiejscowiona w Casa Leoni, została otwarta dla społeczeństwa i urządzenia do prac badawczych zostały udostępnione ogółowi. Następnie, pod nadzorem maltańskiego Ministerstwa Sprawiedliwości i Spraw Parlamentarnych, w ciągu kilku miesięcy Archiwum zostało przeniesione do Pałacu Wielkiego Mistrza w Valletcie, siedziby Parlamentu Malty. W tym czasie, rządowym opiekunem Archiwum był Michael Ellul.
W styczniu 1986 została powołana rządowa komisja, która miała przedyskutować opcje zarządzania maltańskimi dokumentami publicznymi. Zdecydowano, że należy powołać samodzielne Państwowe Archiwum Malty, z siedzibą główną w Rabacie. Oprócz tego uznano, że odpowiednim miejscem do przechowywania maltańskich dokumentów sądowych, od czasu zajęcia Malty przez Rycerzy Szpitalników do wczesnych lat okupacji brytyjskiej, będzie Banca Giuratale w Mdinie. We wrześniu 1987 rozpoczęło się przenoszenie dokumentów sądowych do budynku w Mdinie, zakończone w październiku 1988 roku. Przenoszenie pozostałych dokumentów do biura w Rabacie zakończyło się 28 lipca 1989 roku, a oficjalne otwarcie nowej siedziby Archiwum, dokonane przez piątego prezydenta Malty Ugo Mifsuda Bonniciego, miało miejsce 28 maja 1994 roku. Osobą zarządzającą Archiwum był w tym czasie Joe Caruana.
Pierwszym aktem rządowym, regulującym pracę Państwowego Archiwum Malty, był Act IV (Czwarta Ustawa), zatwierdzona w 1990. Opublikowano katalogi na CD-ROM, zainicjowano coroczne publiczne odczyty i otwarto centrum wystawowe. W roku 2005, Act V (Piąta Ustawa) nabrała mocy, kreując stanowisko National Archivist (Dyrektora Archiwum), którym został, i aktualnie (2016) jest Charles J. Farrugia, i nadając Archiwum osobowość prawną pod patronatem Rządu Malty. Od czasu otwarcia, Archiwum przybyły trzy nowe obiekty.

## Obiekty i usługi
Państwowe Archiwum Malty zarządza trzema obiektami. Pierwszym otwartym obiektem był Wydział Dokumentacji Prawnej, znajdujący się w Mdinie, otwarty w 1988. Mieści się on w Banca Giuratale, byłej siedzibie rady miejskiej i sądu. Zawiera dokumenty sądowe od czasów osiedlenia się Zakonu św. Jana na Malcie. Drugim obiektem jest oddział Archiwum na Gozo, w którym zgromadzono ponad 9000 dokumentów. Ostatnim oddanym do użytku obiektem jest Główne Biuro Archiwum w Rabacie, otwarte w 1994 roku. Znajduje się w nim większość maltańskich archiwaliów.
Państwowe Archiwum Malty oferuje szereg usług dla mieszkańców Malty, jakkolwiek wiele z nich dostępnych jest na miejscu jedynie dla osób powyżej 16. roku życia. W siedzibach Archiwum znajdują się czytelnie. Interesanci obowiązani są przedstawić przy wejściu dokument identyfikacyjny. Czytelnie Archiwum posiadają bibliotekę, drukowane katalogi, kserokopiarkę, punkt informacyjny, wyposażony w szereg publikacji i broszur, oraz inne przydatne urządzenia. Dokumenty przechowywane w Archiwum są dostępne dla zainteresowanych po wypełnieniu formularza. Następnie przynoszone są one do stolika zamawiającego. Poza tym Archiwum Państwowe gromadzi mapy, plany i rysunki różnych miejsc publicznych na Malcie, jak również fotografie z różnych ceremonii i obchodów królewskich oraz prac rekonstrukcyjnych.
Dodatkowo, Państwowe Archiwum Malty oferuje program grupowego zwiedzania dla osób dorosłych oraz dla szkół, aby podnieść społeczną świadomość odnośnie do przechowywanych tam zasobów. Grupy do 25 osób mogą być oprowadzone po Archiwum, aby zobaczyć co ono oferuje, wizyty grup szkolnych mogą być zorganizowane tak w Rabacie, jak i w Mdinie. Uczniowie są zapoznawani z zasobami Archiwum oraz ze sposobem, w jaki dokumenty są traktowane. Ponadto studenci mają szansę doświadczyć prac przy katalogowaniu i reorganizacji dokumentów.

## Usługi internetowe
Państwowe Archiwum Malty, tak jak i jego odpowiedniki w innych państwach, robi wszystko, aby zwiększyć dostęp do swoich zasobów przez Internet. Wiele dokumentów z zasobów Archiwum już zostało zdigitalizowanych, lub jest w trakcie procesu digitalizacji, także na stronie internetowej Archiwum jest dostępna wyszukiwarka katalogowa wraz z krótkim opisem każdego dokumentu. Na tejże stronie Archiwum umieszcza również wiele publikacji, w tym biuletyny okresowe, roczny raport, a także, poprzez sklep internetowy, sprzedaje osobom zainteresowanym kopie niektórych dokumentów i ilustracji. Jest również możliwe przeszukiwanie zasobów maltańskiego National Memory Project, upamiętniającego osoby, które w jakikolwiek sposób wpisały się w historię Malty.